# Абэ, Тосио
Тосио Абэ (яп. 原 忠一 Абэ Тосио, 27 апреля 1896, Мацуэ — 29 ноября 1944) — вице-адмирал Японского императорского флота во время Второй мировой войны. Первый и единственный командир авианосца «Синано».

## Биография
Родился в префектуре Эхиме, 27 апреля 1896 года. Был младшим братом вицеадмирала Хироаки Абэ. В начале войны командовал десятой флотилией эскадренных миноносцев.
Во время битвы за Мидуэй он служил помощником адмирала Тамона Ямагути, командный пункт которого находился на борту авианосца «Хирю». 4 июня 1942 года Тосио Абэ спас портрет императора, когда авианосец вместе с адмиралом и капитаном судна Тамэо Каку пошёл ко дну.
С 1943 года командовал дивизией крейсеров.

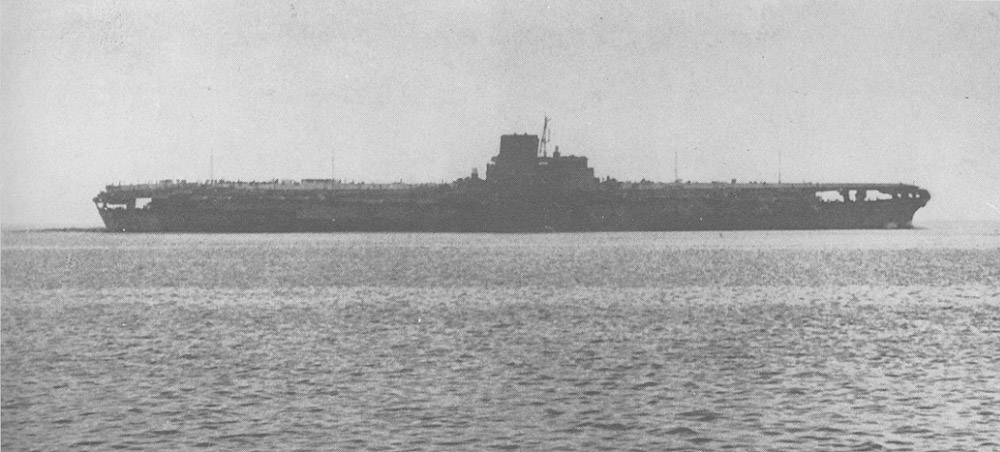
Авианосец «Синано» 11 ноября 1944 года

19 ноября 1944 года Абэ был назначен командиром нового и ещё недостроенного авианосца «Синано». Он получил приказ перевести гигантский корабль из арсенала в Йокосуке на военно-морскую Куре. Когда «Синано» присоединился бы к боевым соединениям, Абэ должен был получить звание контр-адмирала. Авианосец вышел в море 28 ноября в 13:30. На борт были взяты рабочие арсенала, чтобы в пути завершить неотложные работы. На момент отплытия на борту «Синано» находилось 2 515 человек, из которых 1 000 были работниками арсенала, из 12 котлов работали только 8, а противоторпедные були и системы защиты от затопления ещё не были завершены. Капитан был проинформирован о наличии вражеских подводных лодок по курсу, авианосец сопровождался тремя эсминцами: «Исокадзэ», «Юкикадзэ» и «Хамакадзэ» (все — типа «Кагэро»). Авиационного противолодочного прикрытия у корабля не было.. Первоначальный маршрут, по которому судно должно было следовать, проходил вдоль береговой линии Японии до пролива Бунго. Однако капитан решил следовать по следующему маршруту: выйти в открытое море, проплыть мимо небольшого острова Дзени-су и повернуть на 90°, постепенно приближаясь к побережью в направлении пролива Дзени-су, противолодочным зигзагом двигаться в сторону Куре со скоростью 20 узлов.
В 18:00 авианосец вышел в открытое море. В 20:48 американская подводная лодка USS Archerfish (SS-311) (капитан Джозеф Энрайт) обнаружила корабль и начала его преследование. В 22:45 сигнальщики «Синано» обнаружили неопознанный корабль справа по курсу авианосца. На перехват вышел эсминец «Исокадзэ». Но приказом Абэ эсминец был возвращён в строй — видимо, командир «Синано» не хотел распылять силы для охоты на сравнительно не опасную одиночную лодку. Всю ночь «Арчерфиш» гналась за авианосцем. При этом около 22:30 «Синано» был вынужден уменьшить скорость до 18 узлов из-за перегрева подшипника одного из гребных валов. Скорости авианосца и охотившейся на него подводной лодки сравнялись.
В 3:17 29 ноября «Синано» был поражён 4 из 6 торпед, выпущенных американской подводной лодкой. Абэ ошибочно полагал, что противоторпедные були и противозатопляющая система работают, когда на самом деле она ещё не были завершены, и приказал сохранять курс и скорость, после чего отсеки корабля начало быстро затапливать. С наступлением рассвета корабль начало медленно погружаться кормой. Затем Абэ попытался изменить курс, чтобы посадить судно на мель у берега, однако затопление было сильным, крен составлял более 20 градусов. В 10 часов утра Абэ приказал своим офицерам взять портрет императора и покинуть корабль. Сам Абэ и находящийся при нём вахтенный офицер Ясуда отказались покинуть тонущий корабль.
В 11 часов утра «Синано» опрокинулся и затонул на корме, унеся с собой жизни 1435 гражданских лиц и моряков. Спаслись только 1080 человек.